# 廖晓峰
廖晓峰（1964年10月—），重庆人， 重庆大学计算机学院教授，主要从事动力学系统理论、人工神经网络、混沌密码学等方面的研究工作。入选中华人民共和国教育部2009年度"长江学者"特聘教授、新世纪百千万国家级人才。